# Melus av Bari

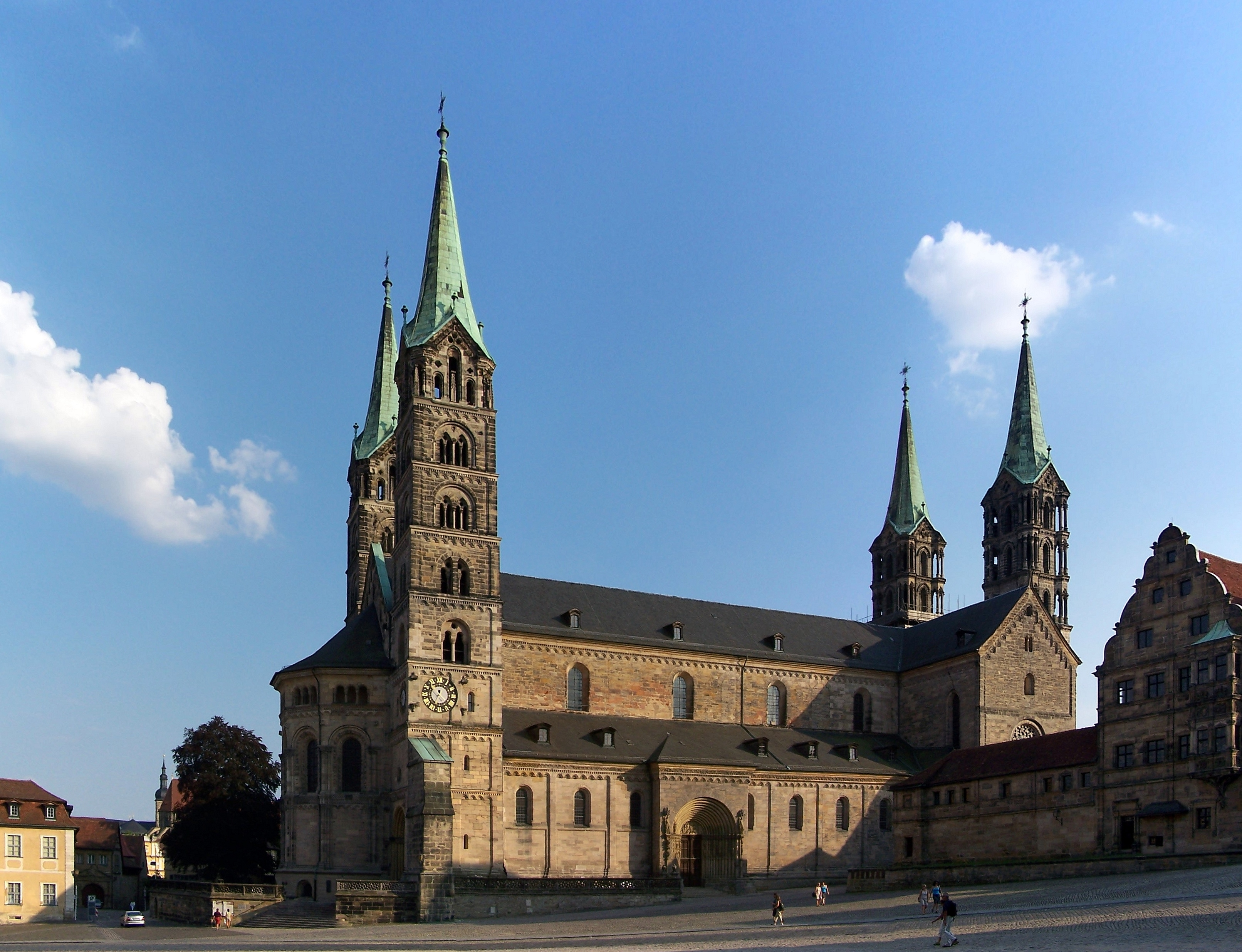
Melus ligger begraven i katedralen i Bamberg. I den intilliggande skattkammaren, som nu är museum för biskopsdömet, förvaras det dyrbara plagget han förärade kejsare Henrik II.

Melus av Bari, även omtalad som Milus, Meles och Melo (född i Bari cirka 970, död i Bamberg 23 april 1020), var en lombardisk adelsman, som hade ambitioner om att få sitt eget furstendöme i Syditalien. Han lovade år 1016 normanderna en riklig belöning för att komma till Italien som legosoldater, och det första stora laget anlände 1017.

## Uppror motBysantinska riket
Melus och hans svåger Dattus anstiftade sitt första uppror år 1009. Befolkningen var missnöjda med skatterna, och det lyckades Melus att få invånarna i den bysantinska huvudstaden Bari med sig tillsammans med städerna Trani och Bitonti i Apulien. Den bysantinske guvernören (catapan) Giovanni Curcuas förlorade två slag, och då den bysantinske kejsaren Basileus II såg ut att vara upptagen med att kämpa mot bulgarerna på Balkan, såg det ljust ut för upprorsmakarna. Men Basileus agerade snabbt. Han utnämnde en ny catapan, Basil Mesardonites, som i spetsen för en stor här återerövrade Bari den 11 juni 1011. Melus flydde till Guimar III av Salerno, och Dattus fick asyl hos munkarna i benediktinerklostret i Monte Cassino. Benedictus VIII såg till att Dattus senare fick tilldelat sig ett fästningstorn vid Gariglianofloden. Melus familj kom inte undan, och fördes till Konstantinopel.
Melus hade inte tappat modet, och år 1016 närmade han sig några normandiska pilgrimer, som besökte Sankt Mikaels grav på Garganohalvön i Apulien. Normanderna uppmanades att värva legotrupper i Normandie med löften om ära och stora byten. År 1017 ankom en normandisk styrka, som bland annat omfattade fem bröder av Drengotsläkten, som hade god grund att lämna Normandie, eftersom Osmond Drengot landsförvisades. I Capua slöt normanderna sig till Melus lombardiska trupper, och hären marscherade in i Apulien. I maj 1017 vann de över den bysantinske catapanen Leo Tornikios Kontoleons trupper vid Fortorefloden, och i september hade de erövrat området mellan Fortore och Trani.
I oktober gick det fel. Kejsare Basileus II hade återigen agerat snabbt, och en ny här under en ny catapan (Basil Boioannes) skickades till Apulien. I slaget vid Cannae krossades de normandiska och lombardiska styrkorna, och Melus tvingades fly, följd av Rudolph Drengot. Melus åkte från början till Kyrkostaten, medan svågern Dattus tvingades tillbaka till sitt torn vid Garigliano. 

## I tysk-romersk tjänst
Melus sökte stöd hos den tysk-romerske kejsaren och reste till hans hov i Bamberg. I museet vid stadens domkyrka finns en dyrbar kappa, som man menar är en gåva från Melus till kejsaren. Kejsare Henrik II fattade intresse för Melus planer om ett utvidgat tysk-romerskt inflytande i Syditalien, och han gjorde Melus till hertig av Apulien. Titeln var dock värdelös, eftersom Apulien var i bysantinska händer. Melus dog våren 1020, precis när påve Benedictus VIII hade kommit till Bamberg för att bland annat diskutera situationen i Syditalien. Som tecken på sin status vid kejsarhovet fick Melus en förnäm begravning i Bambergs domkyrka. 
Melus son Argyrus försökte efter sin frigivning från fångenskap i Konstantinopel att fortsätta leda den lombardiska saken i Apulien, men i slutändan blev det normanderna som drev ut bysantinerna ur området, varefter de själva övertog området.